# Миколаевщинский сельсовет
Миколаевщинский сельсовет (бел. Мікала́еўшчынскі сельсавет) — административная единица на территории Столбцовского района Минской области Республики Беларусь. Административный центр — деревня Миколаевщина.

## История
Миколаевщинский сельский Совет образован в 1940 году.

## Состав
Миколаевщинский сельсовет включает 13 населённых пунктов:
- Бельковщина — деревня.
- Гребеновщина — деревня.
- Жигалки — деревня.
- Кнотовщина — деревня.
- Любковщина — агрогородок.
- Месенковщина — деревня.
- Миколаевщина — деревня.
- Погорелое — деревня.
- Полосня — деревня.
- Русаковичи — деревня.
- Свериново — деревня.
- Судники — деревня.
- Шахновщина — деревня.

## Производственная сфера
- СПК «Родина Якуба Коласа»
- Птицефабрика «Колос»

## Социально-культурная сфера
- Учреждения образования и дошкольные учреждения: Учреждение образования «Николаевщинская государственная общеобразовательная школа имени Якуба Коласа», Учреждение образования «Любковщинская государственная общеобразовательная школа», Любковщинский детский сад, Миколаевщинский детский сад
- Миколаевщинский дом-интернат для ветеранов войны, труда и инвалидов"
- Районный социальный приют
- Медицинское обслуживание: Кнотовщинская амбулатория, Любковщинский фельдшерско-акушерский пункт, Миколаевщинский фельдшерско-акушерский пункт
- Учреждения культуры и спорта: ТОК «Высокий Берег», Филиал литературно-мемориального музея Якуба Коласа «Смольня», Любковщинский центральный Дом культуры, Кнотовщинский сельский клуб, Жигалковский сельский клуб-библиотека

## Культура
- Филиал Государственного литературно-мемориального музея Якуба Коласа в д. Миколаевщина. Объединяет мемориальные усадьбы "Акинчицы" (г. Столбцы), "Ласток", "Альбуть", "Смольня"

## Памятные исторические места
Родина народного писателя Беларуси Якуба Коласа
- Усадьба «Альбуць»
- Усадьба «Ласток»
- Памятный знак «1-й нелегальный съезд учителей Белоруссии»
- Урочище «Кутец»
- Стоянка неолита
- Памятник природы — липа мелколистная в д. Миколаевщина
- Памятник Якубу Коласу в д. Миколаевщина